# Happy Camp
Happy Camp är en amerikansk found footage-skräckfilm från 2014. Filmen är regissören John Anthonys regidebut, och släpptes på video on demand den 25 mars 2014 genom Drew Barrymores produktionsbolag Flower Films. Den medverkas av Michael Barbuto, som spelar Michael Tanner, som försöker ta reda på sanningen bakom sin brors försvinnande.

## Rollista
- Josh Anthony som Josh
- Michael Barbuto som Michael Tanner
- Ben Blenkle som lokalinvånare
- Teddy Gilmore som Teddy
- Anne Taylor som Anne